# Чо-Ойю
Чо-О́йю, Чововуяг, Чо-Ою́ (тиб. ཇོ་བོ་དབུ་ཡག, тиб. пиньинь: Qowowuyag; непальск. चोयु, Cho Oyu; кит. трад. 卓奧友峰, упр. 卓奥友峰, пиньинь Zhuó'àoyǒu fēng, палл. Чжоаою фэн) — гора в Гималаях. Высота над уровнем моря — 8201 м, это шестой по высоте восьмитысячник мира.
По состоянию на 2012 год на Чо-Ойю было совершено более 3100 восхождений, из 8-тысячников чаще покоряли только Эверест (более 5600 раз). Отношение общего количество смертей альпинистов к успешным восхождениям — около 1,5 %, что делает Чо-Ойю самым «безопасным» 8-тысячником мира по этому показателю.

## География
Гора Чо-Ойю находится на границе Непала с Китаем (Тибетский автономный район).
Относится к горному хребту Махалангур-Химал. Входит в состав горного массива Джомолунгма.
В нескольких километрах к западу от Чо-Ойю пролегает перевал Нангпа-Ла высотой 5716 м, покрытый льдом. Через этот перевал проходит основная торговая тропа, проложенная шерпами из Непала в Тибет. Из-за этого перевала восходители считают Чо-Ойю самым простым восьмитысячником.
Восхождение совершают со стороны Тибета, со стороны Непала очень сложная южная стена, которую покорить удалось немногим.
Вершина Чо-Ойю входит в состав национального парка Сагарматха (Непал).

## События
По состоянию на 2016 год на вершину Чо-Ойю проложено 15 различных маршрутов
- 1952 — Первая рекогносцировка Эдмунда Хиллари.
- 1954 — Первое восхождение, совершенное членами австрийской экспедиции 19 октября 1954 года с северо-запада Хербертом Тихи, Йозефом Йёхлером и шерпом Пазангом Дава Ламой.
- 1958 — Восхождение индийской экспедиции, шерпа Пазанг Дава Лама поднялся на пик повторно. Первая гибель альпиниста на горе.
- 1959 — Две альпинистки, Клод Коган из Франции и Клодина ван дер Страттен из Бельгии, и двое шерпов[10]:35, Анг Норбу и Чхованг, погибли в лавине, накрывшей лагерь 4[11] во время неудачной международной женской экспедиции.
- 1964 — Два человека из немецкой экспедиции погибли от истощения в 4-м лагере на высоте 7600 метров, доказательств подъёма представлено не было.
- 1978 — Эди Коблмюллер и Алоиз Фуртнер из Австрии совершили восхождение по труднейшей юго-восточной стене.
- 1983 — Райнхольд Месснер с четвёртой попытки покорил Чо-Ойю в связке с Хансом Каммерлендером и Михелем Дахером.
- 1984 — Первое успешное женское восхождение чехословацкой команды — Дина Штербова и Вера Комаркова.
- 1985, 12 февраля — первое зимнее восхождение поляков Мацея Бербеки и Мацея Павликовского. Через три дня на пик взошли и два других члена экспедиции — Анджей Хайнрих и Ежи Кукучка.
- 1994 — Первое соло-восхождение — японец Ясуси Яманои (яп. 山野井 泰史 Яманои Ясуси) по юго-западной стене.
- 1996 — Соло-восхождение казахстанца Анатолия Букреева с севера без применения кислорода.
- 2001 — Музыкант Гейр Йенссен (Geir Jenssen) совершил восхождение без применения кислорода. Записанные во время восхождения звуки легли в основу альбома Cho Oyu 8201m – Field Recordings from Tibet
- 2009 — Первопрохождение Дениса Урубко и Бориса Дедешко (ЦСКА Казахстана) по юго-восточной стене в альпийском стиле. Восхождение отмечено наградой Золотой ледоруб 2010 года.
- 2016 — бейсджампер Валерий Розов совершил прыжок в костюме типа «крыло» с отметки 7700 м вдоль юго-западной стены. Этот прыжок стал мировым рекордом по высоте бейс-прыжка над уровнем моря[12][аффилированный источник? 57 дней].
- 2014 — 16-летний американец Мэттью Мониц (Matthew Moniz) стал самым молодым в мире альпинистом, взошедшим на вершину Чо-Ойю[13]
- 2019 — 16-летняя австралийка Габриэль Джейн Канизай (Gabrielle Jane Kanizay) стала самой молодой в мире альпинисткой, которая поднялась на вершину Чо-Ойю[14]